# Печери Мерамек
Печери Мерамек — це системи печер, довжиною 4,6 милі (7,4 км), місцезнаходження Озарк, поблизу Стентона, штат Міссурі. Печери утворилися внаслідок ерозії 
великих вапнякових відкладень протягом мільйонів років. У печерах були знайдені артефакти корінних народів США доколумбової ери. В даний час система печер є визначною туристичною пам'яткою вздовж міжштатної автомагістралі 44 і вважається однією з основних пам'яток уздовж колишнього автошляху США 66. Печери Мерамек щорічно відвідують близько 150 000 осіб.

## Історія
Печери Мерамек існують протягом останніх 400 мільйонів років, повільно формуючись через відкладення вапняку. Колись корінні американці використовували ці печери для укриття. Перша печера, яку дослідили європейці, знаходилася на заході від річки Міссісіпі, вперше її відвідав французький шахтар у 1722 році. Печери Мерамек згодом використовували як станції підземної залізниці. У XVIII столітті у печерах добували селітру для виготовлення пороху.
Сама печерна система протяжністю 4,6 милі  (7,4 км) була виявлена у 1933 році. В 1935 році печерам надано статус визначної туристичної пам’ятки. У 1960 році у печерах Мерамек було орендовано місце для розміщення підземного рекламного щита. У середині літа 1972 року у печерах знімали епізоди для музичного фільму «Том Соєр». У фільмі «Зіткнення з безоднею» 1998 року є згадка про печери Мерамек. 

## Найвідоміші місця

### «Винна кімната»

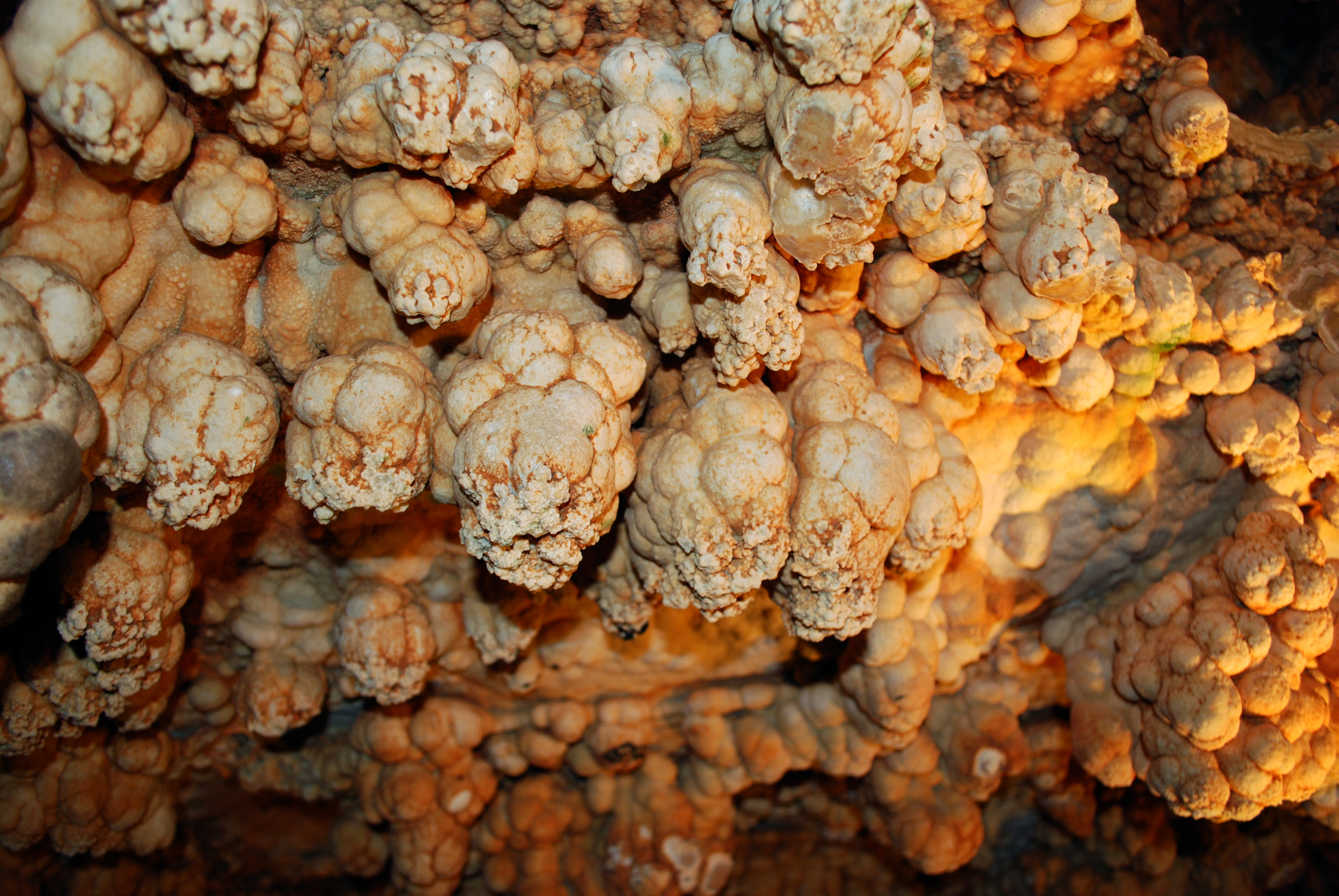
Печера Мерамек

У «Винній кімнаті»  розташовується рідкісне печерне утворення – так званий «Винний стіл». Стіл утворений з оніксу, має висоту шість футів і тримається на трьох природних ніжках. Ця структура, відома як арагонітова формація, майже повністю утворилася під водою.В кімнату можна потрапити лише по численних сходах (всього 58 сходинок).

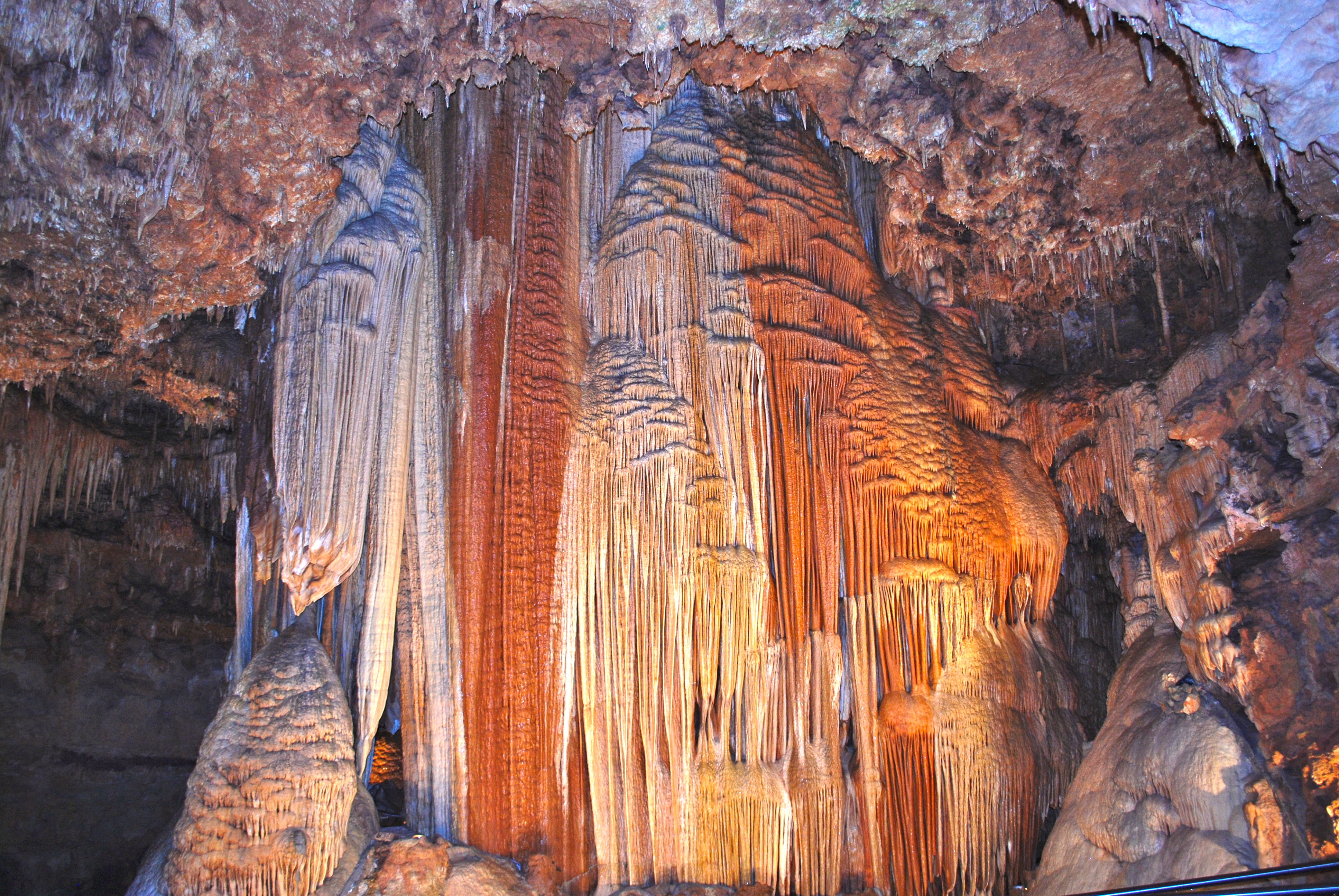
Печери Мерамек

### «Величне шоу під землею»
Печера містить масивну листову стіну з утворень. Це своєрідна «сценічна завіса», яка використовується для показу світлового та звукового шоу під назвою «Величне шоу під землею».

### «Голлівуд»
Місце в печері, яке використовувалося для зйомок фільмів («Том Соєр» та «Лессі»). 

### «Дзеркальна кімната»
Це місце в печері, через яку тече потік води глибиною близько 1,5 футів (0,46 м). Однак, коли вмикається підсвічування, багато хто сприймає глибину води як 50 футів (15 м), через відображення даху печери на непорушній воді.

### «Бальна зала»
«Бальна зала» місце в печері, яке в 1890 році вперше було використане для проведення громадських заходів.  